# Monemvassia
Monemvassia (tiếng Hy Lạp: ?) là một khu tự quản ở vùng Peloponnesos, Hy Lạp. Khu tự quản Monemvassia có diện tích 949 km², dân số theo điều tra ngày 18 tháng 3 năm 2001 là 21898 người.
Thị trấn nằm trên một hòn đảo nhỏ ngoài khơi bờ biển phía đông của bán đảo Peloponnese. Hòn đảo được liên kết với đất liền bằng một đường đắp cao dài 200m. Diện tích của nó bao gồm chủ yếu của một cao nguyên rộng lớn khoảng 100 mét trên mực nước biển, rộng 300 m và dài 1 km, là nơi có của một pháo đài thời trung cổ mạnh mẽ. Các bức tường thành phố và nhiều nhà thờ Byzantine vẫn từ thời trung cổ. Trụ sở của đô thị là thị trấn Molaoi.
Đảo đá Monemvasia tách khỏi đất liền sau một trận động đất vào năm 375. Đến thế kỷ thứ 6, cư dân vùng Laconia cổ tìm đến Monemvasia để trốn tránh đội quân xâm lược Slavic cai trị Hy Lạp giữa năm 500 và 700. 